# Regierung Monfils
Die Regierung Monfils war die zweite Regierung der Französischen Gemeinschaft. Sie amtierte vom 3. Dezember 1985 bis zum 2. Februar 1988.
Der Rat der Französischen Gemeinschaft wurde nicht direkt gewählt, er setzte sich aus den 132 französischsprachigen Mitgliedern der Belgischen Abgeordnetenkammer (88 Abgeordnete) und des Belgischen Senats (44 Senatoren) zusammen.
In der Legislaturperiode von 1981 bis 1985 bildeten die Sozialistische Partei (PS) und die liberale Parti réformateur libéral (PRL) eine Koalition. Nach der Parlamentswahl am 13. Oktober 1985 verfügten PRL und die konservative Parti Social Chrétien (PSC) über eine Mehrheit von 68 Sitzen im Rat der französischen Gemeinschaft und bildeten eine Regierung unter Ministerpräsident Philippe Monfils (PRL).
Bei der vorgezogenen Parlamentswahl am 13. Dezember 1987 büßten PRL und PSC ihre Mehrheit im Rat ein, während die PS fünf Sitze hinzugewann. Ab dem 2. Februar 1988 regierte eine Koalition von PS und PSC unter Ministerpräsident Philippe Moureaux (PS).

## Zusammensetzung
| Amt                                                           | Name             | Partei | Beginn der Amtszeit | Ende der Amtszeit |
| ------------------------------------------------------------- | ---------------- | ------ | ------------------- | ----------------- |
| Ministerpräsident                                             | Philippe Monfils | PRL    | 3. Dezember 1985    | 2. Februar 1988   |
| Minister für Soziales, berufliche Weiterbildung und Tourismus | Edouard Poullet  | PSC    | 3. Dezember 1985    | 2. Februar 1988   |
| Minister für Gesundheit, Bildung und den Mittelstand          | André Bertouille | PRL    | 3. Dezember 1985    | 2. Februar 1988   |